# Brevens tallskogar (del i Östergötlands län)
Brevens tallskogar är en del av ett naturreservat i Finspångs kommun i Östergötlands län vars naturområde sträcker sig in i Örebro län med Brevens tallskogar (del i Örebro län).
Detta området är naturskyddat sedan 2018 och är 662 hektar stort. Reservatet ligger söder om Brevens bruk och består av gammal, gles tallskog omkring Stormossen.